# Diospyros magogoana
Espèce
Statut de conservation UICN

 EN  : En danger
Diospyros magogoana est une espèce de plante à fleurs du genre Diospyros et de la famille des Ebenaceae. C'est un arbre endémique de Tanzanie.

## Répartition
L'espèce est confinée à la Réserve forestière du plateau Rondo dans la région de Lindi en Tanzanie.

## Conservation
L'espèce est menacée par la déforestation.